# Budova EVN
Budova EVN (makedonsky Зградата ЕВН) je moderní budova v centru Skopje, hlavního města Severní Makedonie. Vznikla v roce 1962 jako sídlo státní energetické společnosti. Nachází se na třídě 11 Oktomvri, resp. u vítězného oblouku Porta Makedonija.
Modernistická výšková budova byla dokončena rok před ničivým zemětřesením a byla jednou z prvních moderních kancelářských budov ve městě. Jejími architekty byli Dzvonimir Nikuljski a Branko Petričić.
První obnova stavby byla uskutečněna v roce 2000.
V druhé dekádě 21. století měla budova získat historizující fasádu, která by odkazovala na projekt Skopje 2014. V roce 2014 takto rozhodlo severomakedonské ministerstvo dopravy. Stavební práce měla realizovat společnost Beton. Rekonstrukce budovy měla stát 4,3 milionu EUR. V roce 2016 ji nicméně poškodil požár.  Poté byla dlouho opuštěná, s poničenou fasádou. 
Společnost EVN se ji rozhodla prodat v roce 2018, následně měla být stavba přestavěna. 